# Ishtar TV
Ishtar TV (Syrisch:  ܥܫܬܪ ܬܘܝ, naar de Assyro-Babylonische godin, Ishtar) is een Syrisch/Assyrisch/Chaldeeuwse satellietkanaal dat gevestigd is in Arbil, Irak. Het kanaal wordt gefinancierd door de regionale Koerdische overheid om de politieke partijen te promoten die voor de KDP van Massoud Barzani werken.
Ishtar TV werd in de zomer van 2005 gelanceerd. George Mansour was Ishtar TV's eerste voorzitter tot juni 2006.
Ishtar TV wordt uitgezonden in het Syrisch (oostelijke Ashuri dialect), Arabisch en het Koerdisch.